# Římskokatolická farnost Blížkovice
Římskokatolická farnost Blížkovice je územní společenství římských katolíků s farním kostelem svatého Bartoloměje ve vranovském děkanství.

## Historie farnosti
První písemná zmínka o Blížkovicích se objevuje v roce 1349, kdy se již uvádí městečko Blížkovice s kostelem, farou a vsí Blížkovicemi. Původní kostel byl románský ze 13. století. Další zápis o duchovní správě je z roku 1481. Od roku 1655 byly zavedeny matriky. V 18. století byla románská část kostela přestavěna na barokní, byla také přistavěna věž. 

## Duchovní správci
Jména kněží působících v Blížkovicích jsou známa od 15. století. 
Od roku 2002 spravovali farnost Blížkovice salesiáni z komunity v Moravských Budějovicích. Od 1. září 2009 byl administrátorem excurrendo P. Ladislav Hubáček SDB. K 1. srpnu 2020 byl administrátorem excurrendo ustanoven R. D. Miloš Mičánek. 

## Bohoslužby
| Kostel              | Místo      | Bohoslužba (den) | Hodina                                    | Poznámka     |
| ------------------- | ---------- | ---------------- | ----------------------------------------- | ------------ |
| svatého Bartoloměje | Blížkovice | neděle čtvrtek   | 10.30 17.00 (zimní čas)/18.00 (letní čas) | farní kostel |

## Aktivity ve farnosti
Den vzájemných modliteb farností za bohoslovce a bohoslovců za farnosti brněnské diecéze i Adorační den připadá na 5. března.
Ve farnosti se koná tříkrálová sbírka. V roce 2016 se při sbírce vybralo v Blížkovicích 24 242 korun, v Ctidružicích 11 048 korun. V roce 2017 činil její výtěžek v Blížkovicích 26 737 korun, ve Ctidružicích 11 198 korun.